# Thermotoga
Thermotoga is een geslacht van gramnegatieve bacteriën dat behoort tot de orde Thermotogales en de stam Thermotogae.

## Naamgeving
De wetenschappelijke naam van de soort werd voor het eerst voorgesteld door Huber et al. in 1986. De geslachtsnaam Thermotoga betekent vrij vertaald 'hete bedekking'.

## Kenmerken
Er zijn ongeveer tien soorten die tot het geslacht worden gerekend. De vertegenwoordigers van Thermotoga zijn hyperthermofiele bacteriën waarvan de cel is gewikkeld in een uniek omhulsel-achtig buitenmembraan, een 'toga' genaamd. Dit beschermt de cel tegen de warme omstandigheden waarbij het gedijt.